# Tadzjikistan op de Olympische Spelen

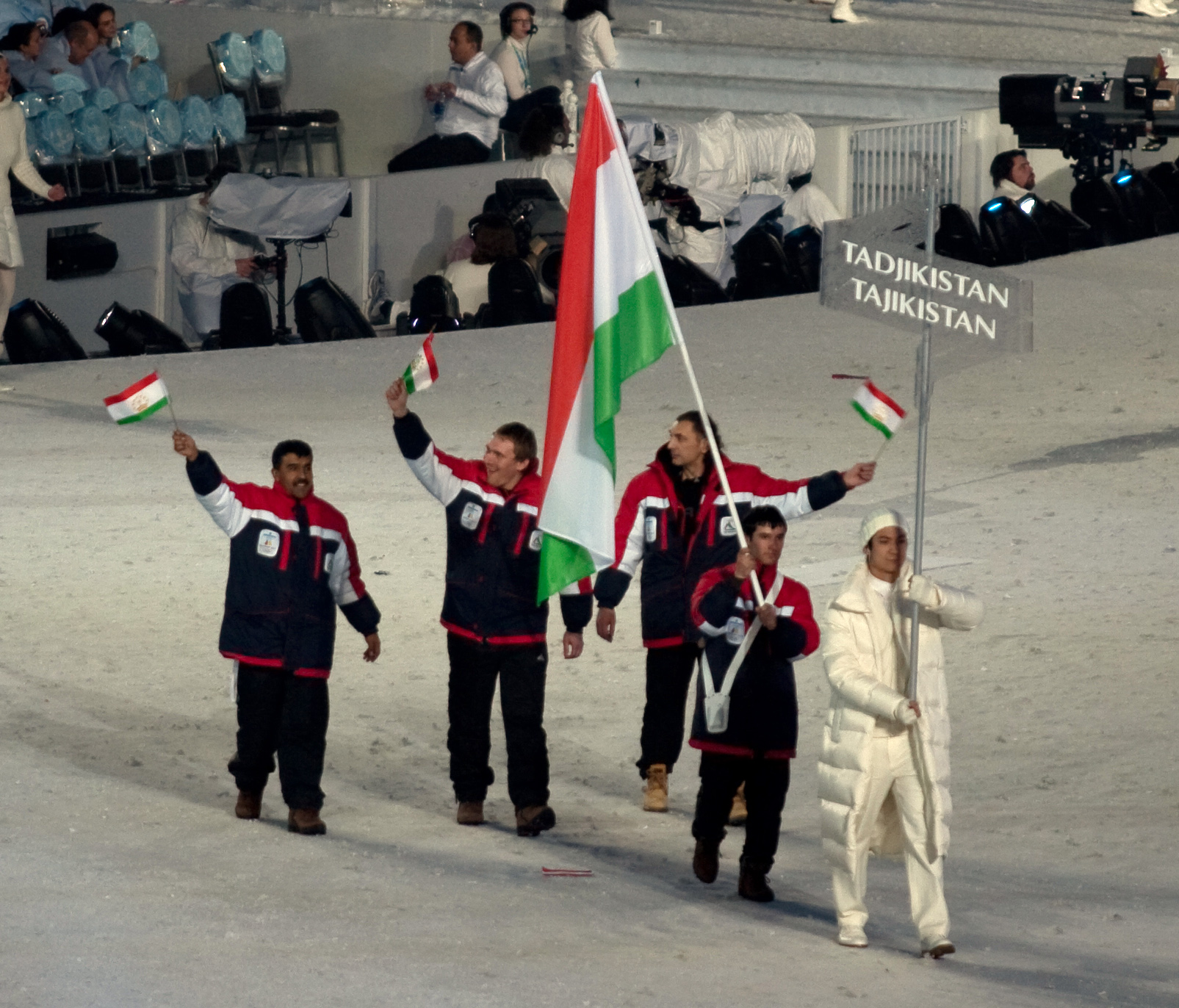
Openingsceremonie bij de OS 2010

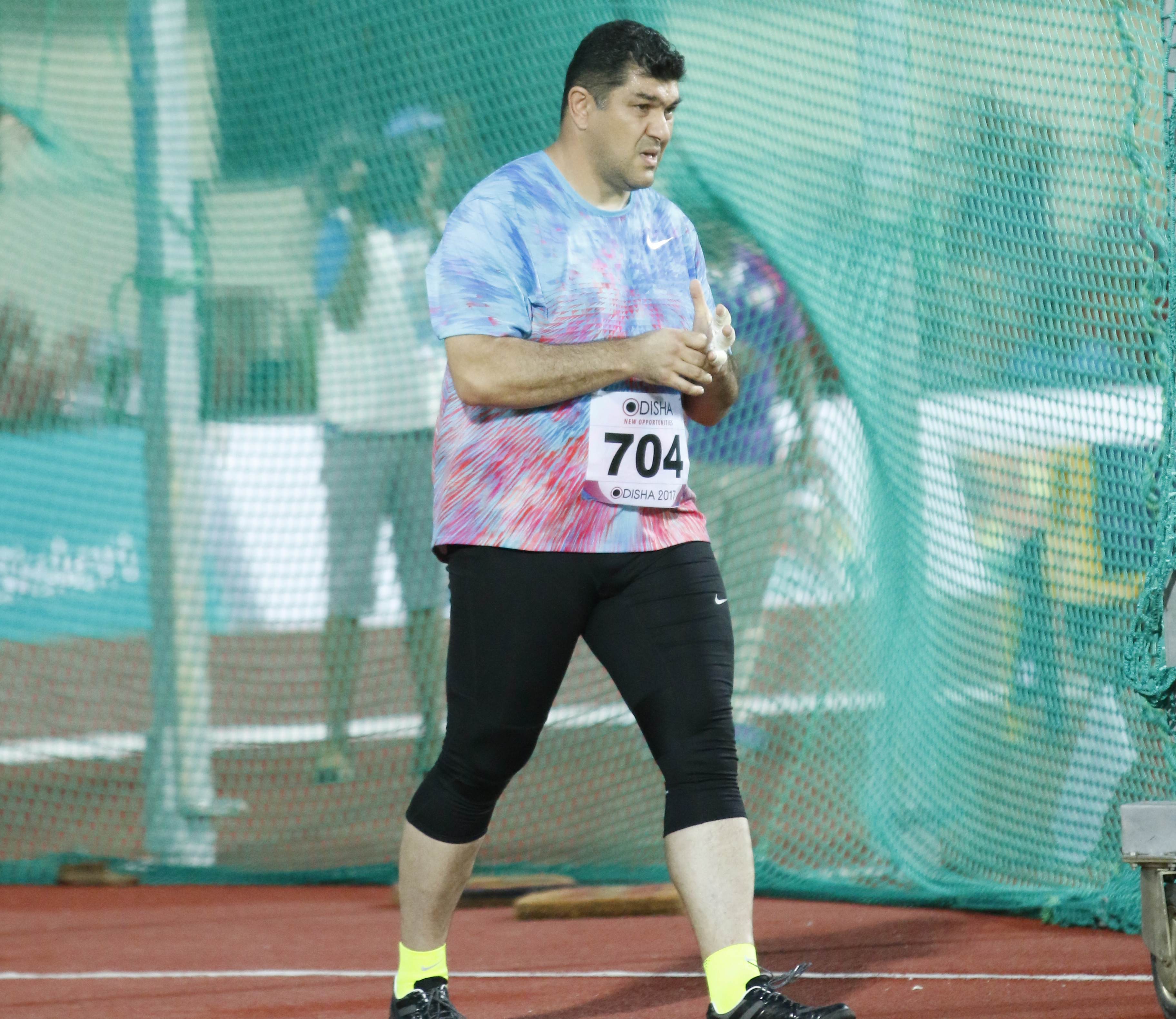
Goudenmedaillewinnaar Dilsjod Nazarov

Tadzjikistan is een van de landen die deelneemt aan de Olympische Spelen. Tadzjikistan debuteerde op de Zomerspelen van 1996. Zes jaar later, in 2002, kwam het voor het eerst uit op de Winterspelen.
Tot 1991 was het land als de SSR Tadzjikistan onderdeel van de Sovjet-Unie en namen de Tadzjieken (eventueel) deel als lid van het Sovjetteam. In 1992 werd er op de Zomerspelen deelgenomen met het Gezamenlijk team op de Olympische Spelen.
In 2024 nam Tadzjikistan voor de achtste keer deel aan de Zomerspelen, in 2014 voor de vierde keer aan de Winterspelen. Er werden zeven medailles gewonnen, alle op de Zomerspelen.

## Medailles en deelnames
De eerste medaille werd in 2008 behaald door judoka Rasul Bokiev die bij de lichtgewichten brons won. Ook in 2008 behaalde de vrije stijl worstelaar Yusup Abdusalomov bij de middengewichten de zilveren medaille. De derde medaille werd in 2012 behaald door de boksster Mavzuna Chorieva die bij de halfweltergewichten brons won. In 2016 werd het eerste goud gewonnen, atleet Dilsjod Nazarov won deze bij het kogelslingeren.

### Overzicht
De tabel geeft een overzicht van de jaren waarin werd deelgenomen, het aantal gewonnen medailles en de eventuele plaats in het medailleklassement.
| Zomerspelen | Zomerspelen | Zomerspelen | Zomerspelen | Zomerspelen | Zomerspelen |        | Winterspelen | Winterspelen | Winterspelen | Winterspelen | Winterspelen | Winterspelen |
| Jaar        | Goud        | Zilver      | Brons       | Totaal      | Rang        | Jaar   | Goud         | Zilver       | Brons        | Totaal       | Rang         |              |
| 1996        | 0           | 0           | 0           | 0           | -           | 1994   | -            | -            | -            | -            | -            |              |
| 2000        | 0           | 0           | 0           | 0           | -           | 1998   | -            | -            | -            | -            | -            |              |
| 2004        | 0           | 0           | 0           | 0           | -           | 2002   | 0            | 0            | 0            | 0            | -            |              |
| 2008        | 0           | 1           | 1           | 2           | 64          | 2006   | 0            | 0            | 0            | 0            | -            |              |
| 2012        | 0           | 0           | 1           | 1           | 79          | 2010   | 0            | 0            | 0            | 0            | -            |              |
| 2016        | 1           | 0           | 0           | 1           | 54          | 2014   | 0            | 0            | 0            | 0            | -            |              |
| 2020        | 0           | 0           | 0           | 0           | -           | 2018   | -            | -            | -            | -            | -            |              |
| 2024        | 0           | 0           | 3           | 3           | 79          | 2022   | -            | -            | -            | -            | -            |              |
| Totaal      | 1           | 1           | 5           | 7           |             | Totaal | 0            | 0            | 0            | 0            |              |              |
| Tot. Z+W    | 1           | 1           | 5           | 7           |             |        |              |              |              |              |              |              |

### Per deelnemer
| Jaar | Sport     | Olympiër          | Onderdeel                               | Medaille |
| ---- | --------- | ----------------- | --------------------------------------- | -------- |
| 2008 | Judo      | Rasul Bokiev      | lichtgewicht (-73 kg) (m)               | Brons    |
| 2008 | Worstelen | Yusup Abdusalomov | vrije stijl, middengewicht (-84 kg) (m) | Zilver   |
| 2012 | Boksen    | Mavzuna Chorieva  | halfweltergewicht (-60 kg) (v)          | Brons    |
| 2016 | Atletiek  | Dilsjod Nazarov   | kogelslingeren (m)                      | Goud     |

Afghanistan · Albanië · Algerije · Amerikaans-Samoa · Amerikaanse Maagdeneilanden · Andorra · Angola · Antigua en Barbuda · Argentinië · Armenië · Aruba · Australië · Azerbeidzjan · Bahama's · Bahrein · Bangladesh · Barbados · België · Belize · Benin · Bermuda · Bhutan · Bolivia · Bosnië en Herzegovina · Botswana · Brazilië · Britse Maagdeneilanden · Brunei · Bulgarije · Burkina Faso · Burundi · Cambodja · Canada · Centraal-Afrikaanse Republiek · Chili · China · Chinees Taipei · Colombia · Comoren · Congo-Brazzaville · Congo-Kinshasa · Cookeilanden · Costa Rica · Cuba · Cyprus · Denemarken · Djibouti · Dominica · Dominicaanse Republiek · Duitsland · Ecuador · Egypte · El Salvador · Equatoriaal-Guinea · Eritrea · Estland · Ethiopië · Fiji · Filipijnen · Finland · Frankrijk · Gabon · Gambia · Georgië · Ghana · Grenada · Griekenland · Groot-Brittannië · Guam · Guatemala · Guinee · Guinee-Bissau · Guyana · Haïti · Honduras · Hongarije · Hongkong · Ierland · IJsland · India · Indonesië · Irak · Iran · Israël · Italië · Ivoorkust · Jamaica · Japan · Jemen · Jordanië · Kaaimaneilanden · Kaapverdië · Kameroen · Kazachstan · Kenia · Kirgizië · Kiribati · Koeweit · Kosovo · Kroatië · Laos · Lesotho · Letland · Libanon · Liberia · Libië · Liechtenstein · Litouwen · Luxemburg · Madagaskar · Malawi · Malediven · Maleisië · Mali · Malta · Marokko · Marshalleilanden · Mauritanië · Mauritius · Mexico · Micronesië · Moldavië · Monaco · Mongolië · Montenegro · Mozambique · Myanmar · Namibië · Nauru · Nederland · Nepal · Nicaragua · Nieuw-Zeeland · Niger · Nigeria · Noord-Korea · Noord-Macedonië · Noorwegen · Oeganda · Oekraïne · Oezbekistan · Oman · Oost-Timor · Oostenrijk · Pakistan · Palau · Palestina · Panama · Papoea-Nieuw-Guinea · Paraguay · Peru · Polen · Portugal · Puerto Rico · Qatar · Roemenië · Rusland · Rwanda · Saint Kitts en Nevis · Saint Lucia · Saint Vincent en de Grenadines · Salomonseilanden · Samoa · San Marino · Saoedi-Arabië · Sao Tomé en Principe · Senegal · Servië · Seychellen · Sierra Leone · Singapore · Slovenië · Slowakije · Somalië · Spanje · Sri Lanka · Soedan · Suriname · Swaziland · Syrië · Tadzjikistan · Tanzania · Thailand · Togo · Tonga · Trinidad en Tobago · Tsjaad · Tsjechië · Tunesië · Turkije · Turkmenistan · Tuvalu · Uruguay · Vanuatu · Venezuela · Verenigde Arabische Emiraten · Verenigde Staten · Vietnam · Wit-Rusland · Zambia · Zimbabwe · Zuid-Afrika · Zuid-Korea · Zuid-Soedan · Zweden · Zwitserland
Historische landen: Bohemen · Bondsrepubliek Duitsland · Brits-Indië · Duitse Democratische Republiek · Joegoslavië · Malaya · Nederlandse Antillen · Noord-Borneo · Noord-Jemen · Saarland · Servië en Montenegro · Sovjet-Unie · Tsjecho-Slowakije · West-Indische Federatie · Zuid-Jemen
Bijzondere deelnames: Onafhankelijke olympische atleten · Vluchtelingenteam 
 Australazië · Duits Eenheidsteam · Gemengd team · Gezamenlijk Team